# Tmarus intentus
Tmarus intentus är en spindelart som beskrevs av O. Pickard-Cambridge 1892. Tmarus intentus ingår i släktet Tmarus och familjen krabbspindlar. Inga underarter finns listade i Catalogue of Life.